# Bernard (futebolista)
Bernard Anício Caldeira Duarte (Belo Horizonte, 8 de setembro de 1992) é um futebolista brasileiro que atua como ponta ou meio-campista. Atualmente defende o Atlético Mineiro.
Sua principal característica é a velocidade, tendo sido apelidado de "alegria nas pernas" pelo então técnico da Seleção Brasileira, Felipão. Suas principais conquistas foram a Copa Libertadores da América de 2013 pelo Atlético Mineiro e a Copa das Confederações de 2013 pela Seleção. Participou também da Copa do Mundo de 2014, disputando a marcante partida da semifinal Brasil 1–7 Alemanha como titular, na vaga do lesionado Neymar.

## Carreira

### Início
Bernard chegou nas categorias de base do Atlético Mineiro em 2006, aos 14 anos.

### Empréstimo ao Democrata
Em 2010, aos 18 anos, foi emprestado ao Democrata de Sete Lagoas para a disputa do Campeonato Mineiro da Segunda Divisão com o elenco do Jacaré, em uma parceria dos dois clubes.
Na disputa da Segundona do Mineiro, Bernard foi o artilheiro da competição, com 16 jogos em 14 gols, mas não foi o suficiente para dar o acesso ao Módulo II do Campeonato Mineiro ao Jacaré. Com um campeonato espetacular, o jovem craque chamou a atenção de clubes estrangeiros e do técnico Dorival Júnior, que o convocou para integrar o elenco profissional do Galo na temporada 2011.

### Retorno ao Atlético Mineiro
Logo no início de 2011, o Al-Ahli Doha, do Catar, fez uma proposta de 4 milhões de euros pelo jogador, proposta esta que foi prontamente recusada pelo presidente atleticano Alexandre Kalil. Bernard fez sua estreia pelo Atlético Mineiro no Campeonato Mineiro, contra o Uberaba, atuando como lateral-direito. Bernard teve boa atuação, apesar de a partida ter terminado empatada em 1–1. O meia-atacante teve poucas chances na equipe titular e não marcou gols, mas teve um bom rendimento no vice-campeonato do Galo, que foi derrotado na final pelo rival Cruzeiro.
Em meados de 2011, antes do começo do Brasileirão, voltou à equipe júnior para a disputa da Taça BH. Com atuações de destaque na competição, Bernard fez o gol do quinto título do Atlético Mineiro, sobre o Fluminense, e mais uma vez foi coroado com o prêmio de melhor jogador da competição.
Com a demissão do técnico Dorival Júnior após o fiasco no Campeonato Mineiro, Bernard voltou a ter chances na equipe titular com o técnico Cuca na disputa do Campeonato Brasileiro.
Mostrando habilidade, velocidade e raça, o jogador conquistou seu espaço no time titular e, apesar de novamente não ter feito gols, contribuiu com muitas assistências, foi um dos destaques do Atlético Mineiro na competição, com atuações decisivas na reta final do Brasileirão, apesar do fraco desempenho do time na competição que lutou contra o rebaixamento, fato que foi evitado na penúltima rodada em uma goleada contra o Botafogo.
No final de 2011, após o término do Campeonato Brasileiro, o presidente alvinegro, Alexandre Kalil recusou uma proposta de 7 milhões de euros do Spartak Moscou, Rússia pelo jogador.

#### Sucesso
Com uma base forte e contratações pontuais, o Galo iniciou de ótima forma a temporada de 2012. Na disputa do Campeonato Mineiro 2012, logo na primeira rodada, Bernard foi um dos destaques da vitória do Atlético contra o Boa Esporte por 2–0, partida esta em que Bernard anotou seu primeiro gol com a camisa do alvinegro.
O campeonato seguiu e Bernard mostrou mais uma vez a que veio, e na segunda rodada marcou o seu segundo gol no campeonato e com a camisa do Galo. O gol foi marcado contra a equipa da Caldense, em uma bela cobrança de falta do jovem meia do Atlético. Bernard seguiu tendo ótimas atuações nas rodadas seguintes, mas o melhor ainda estaria por vir. Na finalíssima do Mineiro 2012, o jogador marcou dois gols e sacramentou a vitória por 3–0 e a conquista do título em cima do rival América Mineiro.

#### Brasileirão e a afirmação

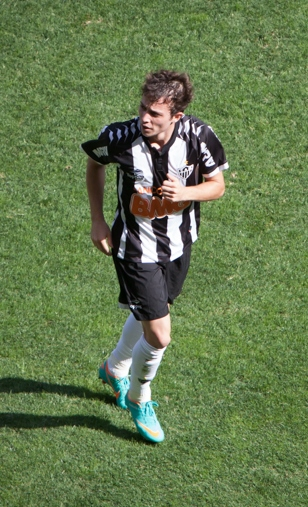
Bernard atuando pelo Atlético em 2012

A afirmação do jovem meia atleticano ocorreu no início do Brasileirão 2012. Com a chegada do meia Ronaldinho e do atacante Jô, formaram um trio decisivo para levar o Atlético Mineiro a vice liderança do Campeonato Brasileiro 2012, e colocar o Galo na Copa Libertadores da América, campeonato que o Atlético não disputava desde 2000. Com o término do Brasileiro, Bernard ganhou vários prêmios, incluindo o prêmio da CBF, Craque do Brasileirão, onde ganhou na categoria jogador revelação.
Em janeiro de 2013, num estudo realizado pela Pluri Consultoria, Bernard foi avaliado como o terceiro jogador mais valioso da Libertadores, possuindo valor de R$39,4 milhões. O atleticano só ficou atrás dos corintianos Alexandre Pato, avaliado em R$57,7 milhões, e Paulinho, que custa R$42,4 milhões.

#### Copa Libertadores
No ano de 2013 disputou sua primeira Copa Libertadores, ao lado de Ronaldinho Gaúcho, Diego Tardelli e Jô. O Galo, que se viria a se sagrar como campeão inédito, começou sua campanha com uma vitória sobre a equipe do São Paulo por 2–1 no Estádio Independência. Na segunda rodada o clube conseguiu uma ótima vitória fora de casa pelo placar de 5–2 contra o Arsenal de Sarandí com um show do garoto Bernard, autor de três gols na partida. O clube continuou com uma ótima campanha na fase de grupos, onde avançou para a próxima fase com a melhor campanha, tendo vencido cinco dos seis jogos que disputou.
Nas oitavas de final o adversário foi novamente o São Paulo, no qual o Galo conseguiu realizar mais duas ótimas atuações e eliminou o time paulista com duas vitórias, por 2–1 no Morumbi e 4–1 no Independência. Já nas quartas de final, o clube encarou o Tijuana do México. No primeiro jogo, disputado fora de casa, empatou pelo placar de 2–2. Na volta, novo empate, só que dessa vez com um placar menor (1–1), suficiente para o Atlético conseguir a classificação.
Na semifinal o Atlético jogou contra o Newell's Old Boys, da Argentina, tendo perdido o primeiro jogo por 2–0 fora de casa, precisava no jogo de volta de no mínimo dois gols para poder ir para a disputa de pênaltis, e o clube conseguiu, com Bernard marcando um dos gols.
Na grande final, realizada nos dias 17 e 24 de julho, o Galo sentiu muita dificuldade para superar o tradicional Olimpia. Assim como na semifinal, o clube foi derrotado por 2–0 no jogo de ida, mas conseguiu devolver o placar na volta, com assistência de Bernard para o segundo gol, marcado pelo zagueiro Leonardo Silva. Assim, a partida foi decidida nos pênaltis, com vitória do Atlético Mineiro por 4–3.
Nesse mesmo ano, Bernard foi campeão do Campeonato Mineiro, marcando, inclusive, um gol na vitória sobre o arquirrival Cruzeiro por 3–0 no primeiro jogo da decisão e ainda viria a conquistar o título da Copa das Confederações, vestindo a camisa 20 da Seleção Brasileira, comandada por Felipão. Em agosto do mesmo ano foi vendido para o Shakhtar Donetsk, da Ucrânia, por 77 milhões de reais.
Bernard encerrou sua passagem pelo Galo, clube onde atuou de 2010 a 2013, totalizando 100 partidas e 22 gols marcados.

### Shakhtar Donetsk
Foi contratado pelo Shakhtar Donetsk no dia 8 de agosto de 2013, assinando por cinco temporadas e recebendo a camisa 10. Bernard realizou sua estreia numa partida contra o Metalist, válida pelo Campeonato Ucraniano, entrando aos 26 minutos do segundo tempo, num empate por 0–0. Marcou seu primeiro gol numa goleada sobre o Zorya pela décima quarta rodada do Ucraniano, ajudando o Shakhtar a golear por 4–0, anotando um gol e duas assistências.
Seu desempenho durante sua primeira temporada foi bastante promissor, tendo se destacado durante toda a campanha do clube na conquista do título do Campeonato Ucraniano como líder de assistências.
Em pleno dia da convocação para a Copa do Mundo FIFA 2014, Bernard marcou um golaço dando a vitória por 1–0  ao Shakhtar Donetsk em partida pela semifinal da Copa da Ucrânia. Na final, contra o principal rival do Shakhtar, o Dínamo de Kiev, voltou a ser decisivo marcando mais um gol, mas não conseguiu evitar a derrota por 2–1 e amargou o vice-campeonato.

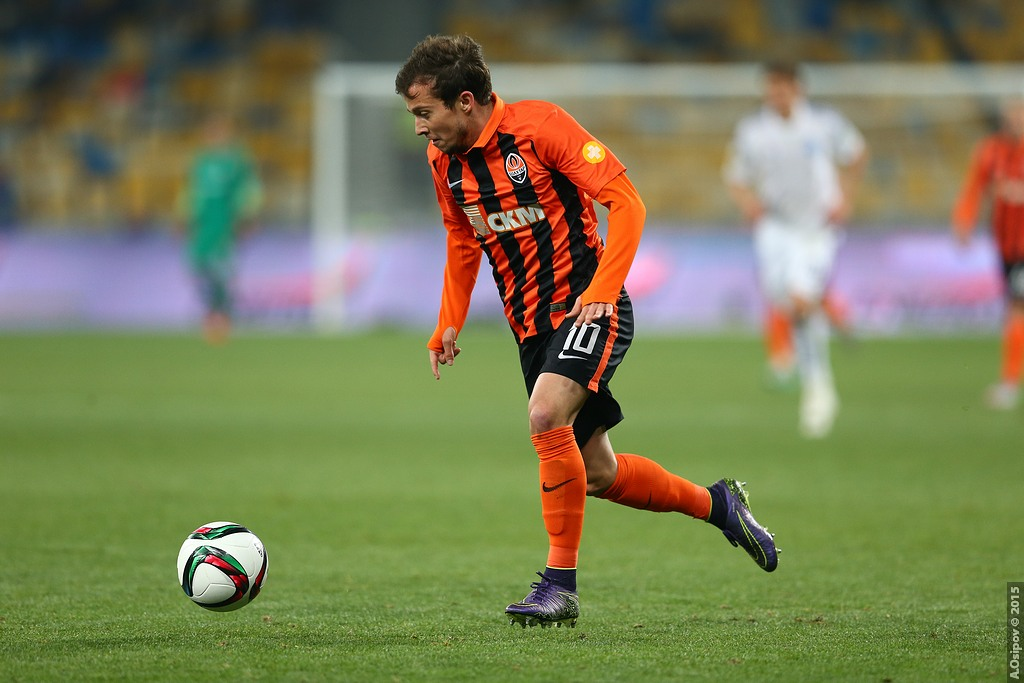
Bernard pelo Shakhtar em outubro de 2015

Na sua segunda temporada viveu um momento completamente diferente, chegando a ficar no banco de reservas da equipe. O brasileiro chegou a manifestar o desejo de deixar a equipe, devido não somente a má fase, mas também a situação do país, que estava vivenciando uma grande tensão devido à Revolução Ucraniana. Sofreu críticas públicas do treinador Mircea Lucescu em duas oportunidades.
Após esse episódio, chegou a ser especulada um possível retorno de meia para o futebol brasileiro, durante uma série de amistosos do Shakhtar no Brasil. O meia chegou a receber propostas de São Paulo, Palmeiras e do ex-clube Atlético Mineiro.
No dia 23 de junho de 2015, o camisa 10 fez um gol e ajudou o Shakhtar a conquistar a Supercopa da Ucrânia em cima do rival Dínamo de Kiev. Recuperou a posição de titular depois de ótimas atuações pela Copa da Ucrânia, onde conduziu a equipe até a final e conquistou o título na despedida de Lucescu.
Com a chegada do português Paulo Fonseca no comando da equipe, Bernard voltou a viver boa fase e foi o principal jogador da equipe no título do Campeonato Ucraniano de 2016–17 e no bicampeonato da Copa da Ucrânia.
Em 17 de outubro de 2017, Bernard marcou os dois gols que garantiram a vitória sobre o Feyenoord por 2–1 pela terceira rodada da Liga dos Campeões da UEFA. Pela última rodada da fase de grupos, Bernard roubou a cena com uma grande atuação na vitória que classificou o time de Donetsk para as oitavas de final. Nesse jogo, o camisa 10 foi autor de um golaço aos 26 minutos de partida e ainda participou de todas as jogadas ofensivas de sua equipe, que venceu o Manchester City por 2–1. Após o jogo foi eleito o melhor jogador em campo; o técnico Tite da Seleção Brasileira acompanhou de perto a partida.
Também teve boa atuação na vitória por 2–1 sobre a Roma na partida de ida das oitavas de final da UEFA Champions League, em que foi outra vez escolhido como o melhor em campo. Na volta não conseguiu evitar a derrota por 1–0 e a consequente eliminação. Ao término de seu contrato Bernard preferiu não renovar seu vinculo com Shakhtar.

### Everton
Em 9 de agosto de 2018 firmou com o Everton por quatro temporadas. Bernard estreou pelo Everton em 25 de agosto de 2018, em partida válida pela Premier League contra o Bournemouth. Já seu primeiro gol pelos Toffes aconteceu meses depois, no dia 05 de janeiro de 2019, na partida contra o Lincoln City pela Copa da Inglaterra. Em março de 2019, marcou pela primeira vez em uma partida de Premier League, ma vitória sobre o West Ham por 2–0. Encerrou a sua primeira temporada na terra da rainha com 36 partidas disputadas, 2 gols marcados e 5 assistências.
Bernard passou três épocas no Everton onde participou de  84 jogos e marcou oito gols. Na última época atuou 18 vezes, apenas cinco como titular.

### Al-Sharjah
O Al-Sharjah, dos Emirados Árabes, contratou Bernard, em 22 de julho de 2021. De acordo com apuração da Goal, o meia-atacante assinou um contrato válido por dois anos.
Bernard encerrou sua passagem no Al-Sharjah com 32 jogos e sete gols marcados.

### Panathinaikos
Bernard foi anunciado como novo reforço do Panathinaikos no dia 23 de agosto de 2022. Na negociação sem os valores revelados, o brasileiro assinou contrato até julho de 2024.

### Retorno ao Atlético Mineiro
No dia 5 de fevereiro de 2024, Bernard acertou seu retorno ao Brasil e assinou um pré-contrato com o Atlético Mineiro, válido a partir de julho. No dia 23 de junho, ficou decido que o jogador usaria a camisa de número 20. Bernard reestreou pelo Galo no dia 22 de julho, numa vitória por 2–0 sobre o Vasco, sendo esta a sua primeira partida na Arena MRV.
O desempenho do jogador, porém, começou abaixo do esperado. Em 26 partidas (19 como titular), Bernard não marcou gols e nem deu assistências, além de sofrer uma lesão no joelho direito que o tirou de ação por mais de um mês.

## Seleção Brasileira

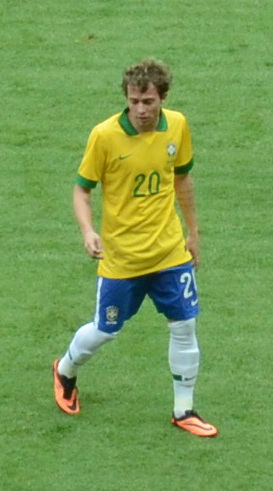
Bernard pela Seleção Brasileira em 2013, contra a Austrália

Em 21 de novembro de 2012, Bernard jogou sua primeira partida com a camisa da Seleção Brasileira, num jogo contra a Argentina, válido pelo Superclássico das Américas. Em 2013 passou a ser presença constante em amistosos do Brasil, e também participou da conquista da Copa das Confederações. Num amistoso contra Honduras, o jogador marcou seu primeiro gol com a camisa da Seleção.

### Copa das Confederações de 2013
Bernard foi convocado pelo técnico Felipão para disputar a Copa das Confederações realizada no Brasil. Após a vitória sobre o México por 2–0 na segunda rodada, Felipão anunciou a estreia de Bernard para o próximo jogo contra a Itália e o elogiou bastante, apelidando ele de "alegria nas pernas". 
Entrou em campo contra a Itália na vitória da Seleção por 4–2 que garantiu a primeira posição do grupo. Na semifinal contra o Uruguai, Bernard entrou novamente como substituto na etapa final e teve uma boa atuação elogiada em todos os jornais esportivos. Na final a Seleção bateu a Espanha por 3–0 e conquistou o título.

### Copa do Mundo 2014
No dia da convocação para a Copa do Mundo Bernard marcou um golaço em partida pelo Shakhtar Donetsk. O meia esteve entre os convocados para a Copa do Mundo FIFA de 2014.
No jogo de estreia, contra a Croácia na Arena Corinthians, Felipão colocou Bernard para jogar na etapa final do jogo. A partida acabou 3–1 para o Brasil. Na segunda rodada, Bernard entrou novamente na etapa final e teve boa atuação, mas não conseguiu evitar um empate por 0–0 contra o México na Arena Castelão em Fortaleza. 
Bernard foi escolhido por Felipão para substituir Neymar, foi ai que ganhou o carinhoso apelido(Alegria nas Pernas), que fraturou a coluna nas quartas de final contra a Colômbia, na partida contra a Alemanha na semifinal. A partida terminou com uma derrota por 7–1 e ficou conhecida como Mineiraço.

### Seleção Brasileira
| Brasil | Brasil | Brasil |
| Ano    | Jogos  | Gols   |
| ------ | ------ | ------ |
| 2012   | 1      | 0      |
| 2013   | 9      | 1      |
| 2014   | 4      | 0      |
| Total  | 14     | 1      |

Todos os jogos pela seleção
| Nº   | Data                   | Competição                 | Local          |        | Placar | Adversário    | Gols |
| 2012 | 2012                   | 2012                       | 2012           | 2012   | 2012   | 2012          | 2012 |
| ---- | ---------------------- | -------------------------- | -------------- | ------ | ------ | ------------- | ---- |
| 01   | 21 de novembro de 2012 | Superclássico das Américas | Buenos Aires   | Brasil | 1–2[a] | Argentina     | —    |
| 2013 |                        |                            |                |        |        |               |      |
| 02   | 2 de junho de 2013     | Amistoso                   | Rio de Janeiro | Brasil | 2–2    | Inglaterra    | —    |
| 03   | 9 de junho de 2013     | Amistoso                   | Porto Alegre   | Brasil | 3–0    | França        | —    |
| 04   | 22 de junho de 2013    | Copa das Confederações     | Salvador       | Brasil | 4–2    | Itália        | —    |
| 05   | 26 de junho de 2013    | Copa das Confederações     | Belo Horizonte | Brasil | 2–1    | Uruguai       | —    |
| 06   | 7 de setembro de 2013  | Amistoso                   | Brasília       | Brasil | 6–0    | Austrália     | —    |
| 07   | 10 de setembro de 2013 | Amistoso                   | Boston         | Brasil | 3–1    | Portugal      | —    |
| 08   | 12 de outubro de 2013  | Amistoso                   | Seul           | Brasil | 2–0    | Coreia do Sul | —    |
| 09   | 15 de outubro de 2013  | Amistoso                   | Pequim         | Brasil | 2–0    | Zâmbia        | —    |
| 10   | 16 de novembro de 2013 | Amistoso                   | Miami          | Brasil | 5–0    | Honduras      | 1    |
| 2014 |                        |                            |                |        |        |               |      |
| 11   | 6 de junho de 2014     | Amistoso                   | São Paulo      | Brasil | 1–0    | Sérvia        | —    |
| 12   | 12 de junho de 2014    | Copa do Mundo              | São Paulo      | Brasil | 3–1    | Croácia       | —    |
| 13   | 17 de junho de 2014    | Copa do Mundo              | Fortaleza      | Brasil | 0–0    | México        | —    |
| 14   | 8 de julho de 2014     | Copa do Mundo              | Belo Horizonte | Brasil | 1–7    | Alemanha      | —    |

a. ^ O Brasil, após ser derrotado no tempo normal, foi campeão do Superclássico das Américas de 2012 na disputa por pênaltis, vencendo por 4–3.

## Títulos
Atlético Mineiro
- Campeonato Mineiro: 2012, 2013 e 2025
- Copa Libertadores da América: 2013

Shakhtar Donetsk
- Campeonato Ucraniano: 2013–14, 2016–17 e 2017–18
- Supercopa da Ucrânia: 2014, 2015 e 2017
- Copa da Ucrânia: 2015–16, 2016–17 e 2017–18

Panathinaikos
- Copa da Grécia: 2023-24

Seleção Brasileira
- Superclássico das Américas: 2012
- Copa das Confederações: 2013

### Prêmios individuais
- Troféu Revelação - Campeonato Brasileiro de Futebol de 2012 - Série A [27]
- Troféu Mesa Redonda - Revelação do Campeonato Brasileiro de Futebol de 2012 - Série A
- Melhor jogador do Shakhtar Donetsk no mês de novembro de 2013
- Melhor jogador do Shakhtar Donetsk no mês de dezembro de 2014
- Líder de assistências do Campeonato Ucraniano: 2013-14
- Melhor jogador da partida Shakhtar Donetsk 1–1 FC Porto pela fase de grupos da Liga dos Campeões da UEFA de 2014–15
- Melhor jogador da partida Shakhtar Donetsk 4–0 Malmö pela fase de grupos da Liga dos Campeões da UEFA de 2015–16
- Melhor Meia do Campeonato Ucraniano: 2013–14 e 2016–17
- Melhor jogador da partida Shakhtar Donetsk 2–1 Feyenoord pela fase de grupos da Liga dos Campeões da UEFA de 2017–18
- Melhor jogador da partida Shakhtar Donetsk 2–1 Manchester City pela fase de grupos da Liga dos Campeões da UEFA de 2017–18